# Godzimir Małachowski
Godzimir Małachowski herbu Nałęcz (ur. 31 października 1852 we Lwowie, zm. 23 czerwca 1908 w Wiedniu) – polski prawnik, adwokat, prezydent Lwowa (1896–1905), poseł do Sejmu Krajowego i Rady Państwa w Wiedniu.

## Życiorys
Urodził się 31 października 1852 we Lwowie. Był synem archiwariusza w Galicyjskim Towarzystwie Kredytowym Ziemskim. W rodzinnym mieście ukończył gimnazjum oraz studia prawnicze na Wydziale Prawa Uniwersytetu Lwowskiego. Po studiach na krótko związał się z sądownictwem, po czym otworzył we Lwowie kancelarię adwokacką. Po śmierci teścia przejął jego kancelarię, która uchodziła za jedną z najlepszych w mieście. Objął syndykat Galicyjskiej Kasy Oszczędności, wchodząc tym samym w życie publiczne. W 1893 wszedł do Rady Miejskiej, a w 1896 został wybrany prezydentem miasta Lwowa. Przeprowadził najważniejsze dla miasta inwestycje, wybudowano w tym czasie m.in. wodociągi, rzeźnie miejską, wprowadzono tramwaj elektryczny, zaś z obiektów kulturalnych nowy teatr i muzeum przemysłowe. W okresie jego prezydentury odbyło się we Lwowie odsłonięcie w 1898 pomnika króla Jana Sobieskiego oraz w 1904 Adama Mickiewicza. W 1896 zdobył mandat poselski do Sejmu Krajowego, a w 1904 z ramienia lwowskiej Izby Handlowej wszedł do Rady Państwa. Z tego powodu ustąpił z urzędu prezydenta Lwowa. Aktywnie uczestniczył w pracach Towarzystw: Prawniczego oraz Muzycznego we Lwowie. Przez kilka lat pełnił również obowiązki prezesa Towarzystwa Pedagogicznego.
W Wiedniu podczas pełnienia mandatu poselskiego zamieszkiwał przy Lenaugasse. Pod koniec życia cierpiał na kamienie żółciowe. Zmarł 23 czerwca 1908 ok. godz. 19 w sanatorium dr. Löwa w Wiedniu na skutek komplikacji po przebytej operacji woreczka żółciowego, którą wykonywał prof. Hobenegg z Uniwersytetu Wiedeńskiego. Został pochowany na Cmentarzu Łyczakowskim we Lwowie, a jego pogrzeb 27 czerwca 1908 był manifestacją patriotyczną. Nagrobek rodziny Małachowskich został wykonany przez firmę Perierów
Jego żoną została Marcela, córka adwokata krajowego Marcelego Tarnawieckiego, u którego praktykował, a po którym przejął kancelarię we Lwowie. Ich dom we Lwowie stał się ogniskiem miejskiego życia towarzyskiego.
W listopadzie 1891 wraz z żoną zakupił na własność majątek Dolina w powiecie sanockim (w przeszłości należący do Marcelego Tarnawieckiego). Jako właściciele posiadłości tabularnej w Dolinie oboje byli uprawnieni do wyboru posła na Sejm Krajowy w kurii wielkich posiadłości okręgu wyborczego sanockiego. Po jego śmierci Marcela Małachowska odziedziczyła dobra w Dolinie (na początku XX wieku posiadała tam 133 ha). Zmarła 8 stycznia 1912 w wieku 52 lat.
Godzimir i Marcela Małachowscy mieli czworo dzieci, byli nimi: Godzimira Maria (1886–1954, dziedziczka dóbr w Dolinie, która w 1917 została żoną Henryka Mniszek-Tchorznickiego, syna Aleksandra), Roman (1887–1959, oficer kawalerii C. K. Armii i Wojska Polskiego), Łucja.

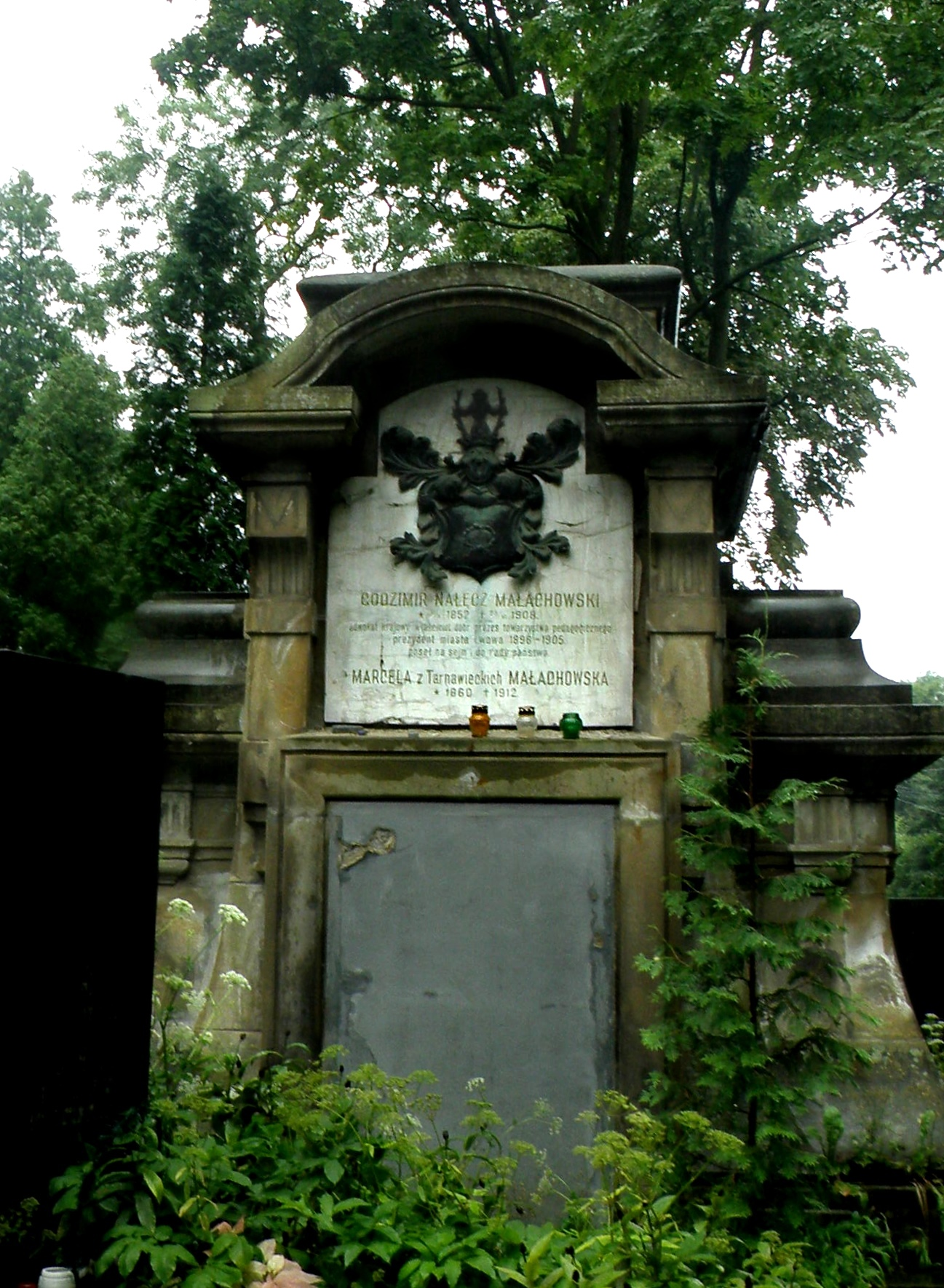
Grobowiec Godzimira i Marceli Małachowskich

## Publikacje
- Austrjacka reforma wyborcza i jej znaczenie dla Galicyi. Cz. 1 (1907)